# Creatonotos vacillans
Creatonotos vacillans är en fjärilsart som beskrevs av Walker 1855. Creatonotos vacillans ingår i släktet Creatonotos och familjen björnspinnare. Inga underarter finns listade i Catalogue of Life.